# Eschatarchia lineata
Eschatarchia lineata là một loài bướm đêm trong họ Geometridae.